# Zawarujka
Zawarujka (ros. Заваруйка) – stacja kolejowa w miejscowości Krasnyj Pień, w rejonie siebieskim, w obwodzie pskowskim, w Rosji. Położona jest na linii Moskwa – Siebież.

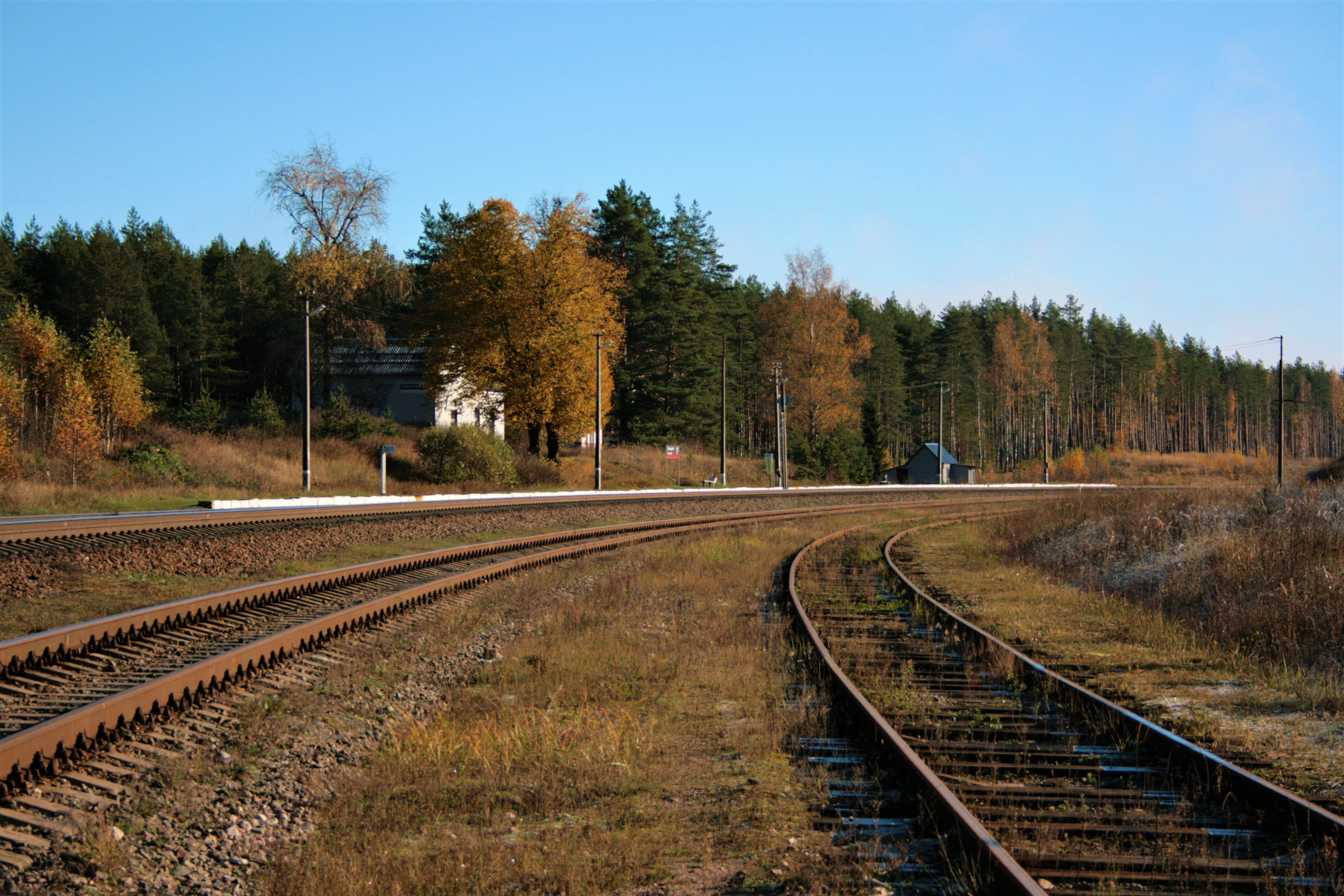
Widok w stronę Nowosokolników
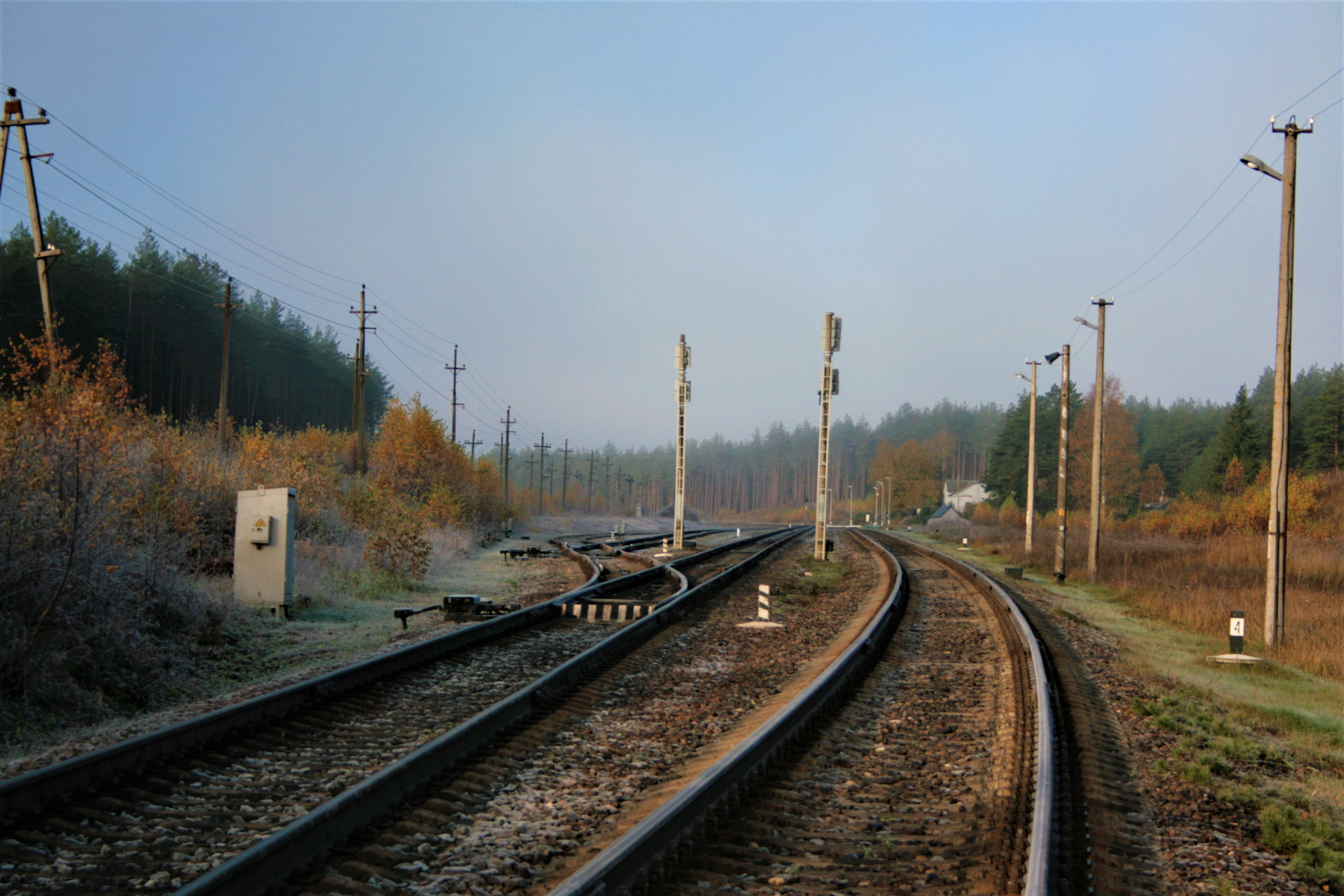
Widok w stronę Posinia
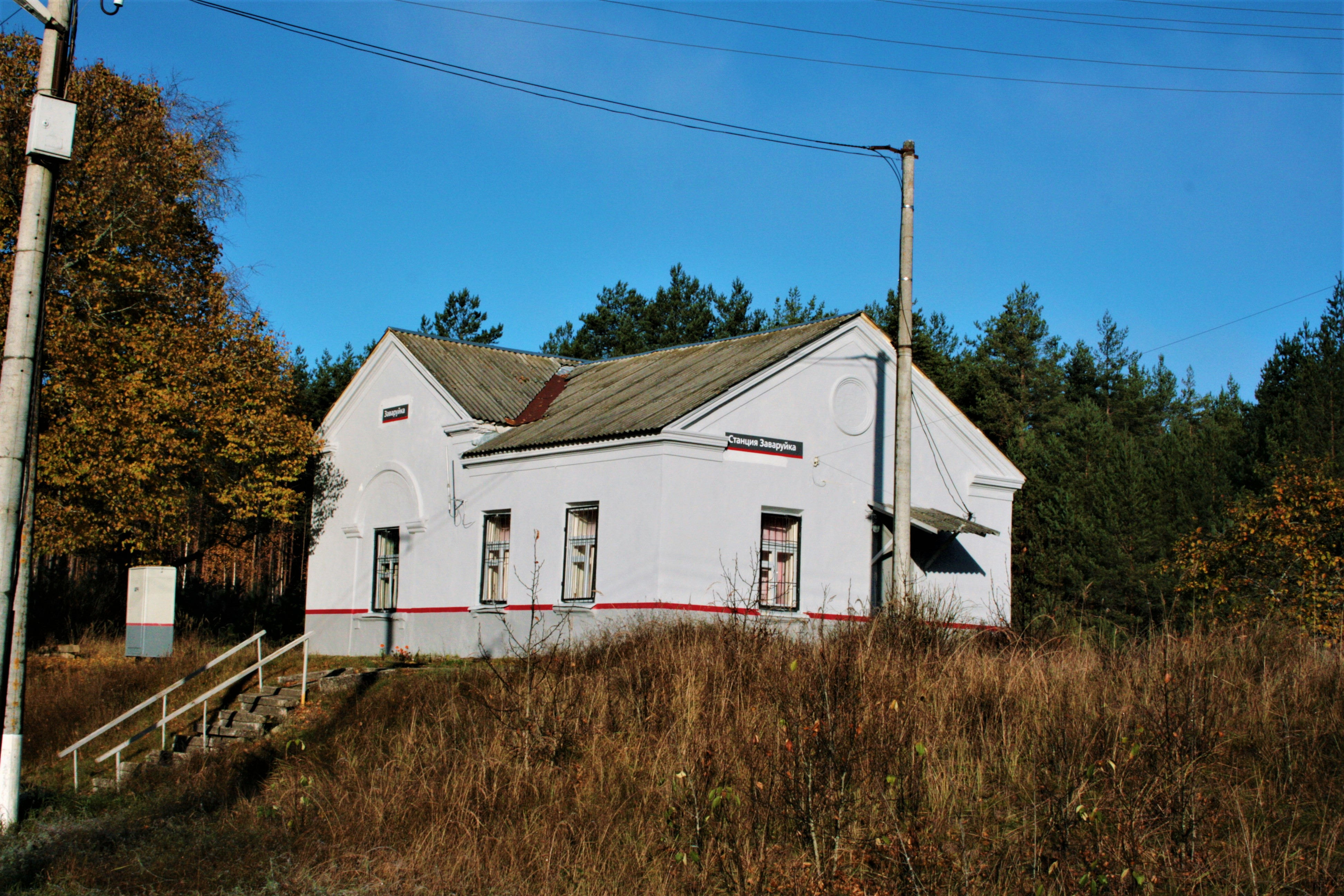